# Ruines romaines de Pisôes
Les ruines romaines de Pisões sont un site archéologique présentant les vestiges d'une ancienne villa rustica romaine de la région de l'Alentejo occupée entre les Ier et IVe siècles puis jusqu'à la période wisigothique. Elles ont été redécouvertes lors de travaux archéologiques en 1967. Elles sont situées dans la freguesia de Santiago Maior, sur le territoire de la municipalité de Beja (district de Beja, Portugal),. 
Le site est classé Immeuble d'intérêt public (Catégorie IIP) depuis 1970.

## Description
Le site est situé sur les flancs d'une petite colline[Laquelle ?], et la villa est implantée sur une petite pente le long d'un cours d'eau dans la Herdade de Almagrassa[Quoi ?], non loin d'un barrage romain, et à environ 10 km au sud-ouest de Beja.

### La villa

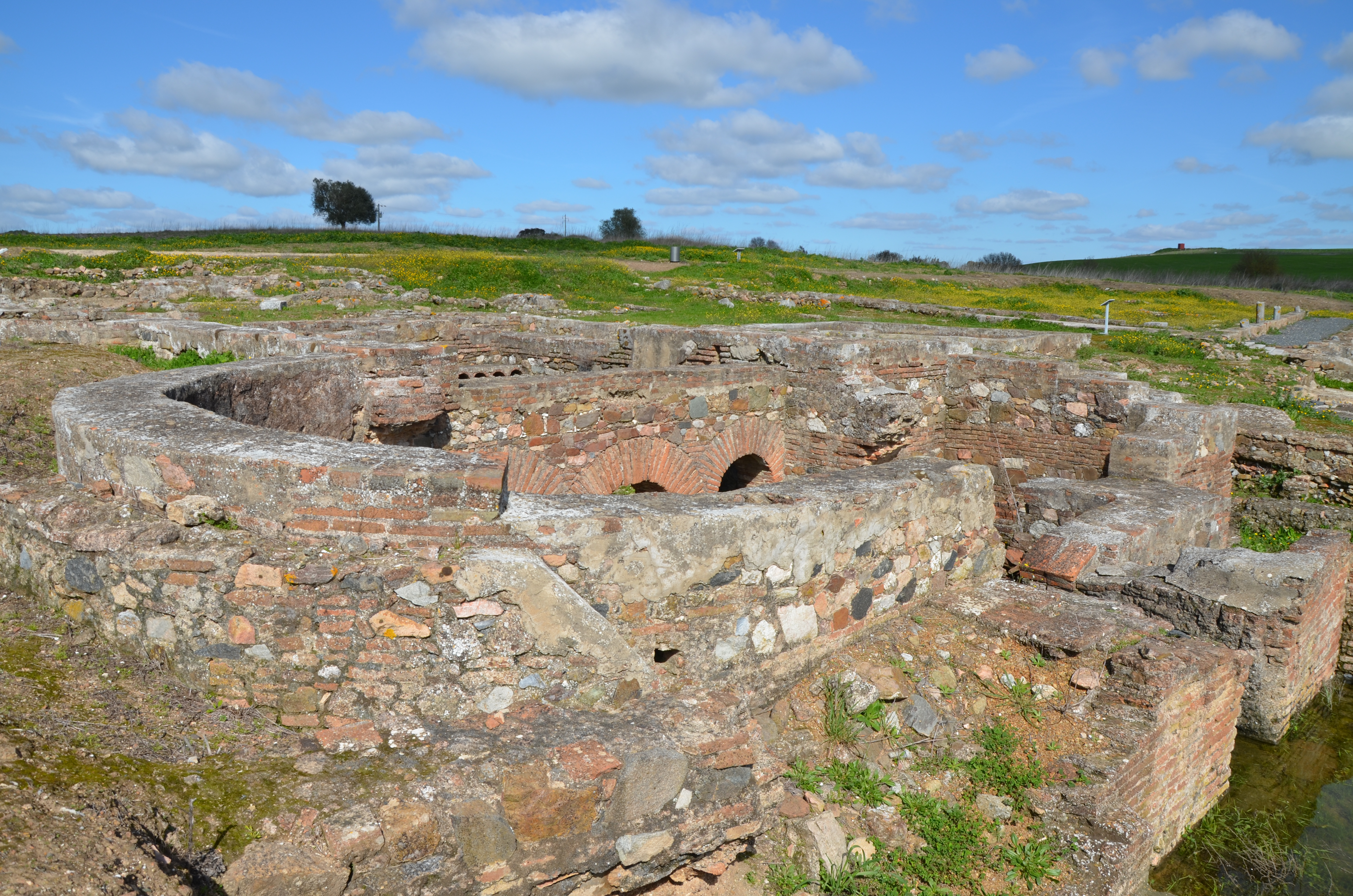
Hypocauste de Pisões.

La pars urbana (l'espace de vie des propriétaires) est clairement visible. Des mosaïques aux motifs géométriques et naturalistes ornent la plus importante des 40 pièces de la pars urbana. On y trouve également un hypocauste (une structure souterraine servant au chauffage) et des thermes bien conservés. L'apodyterium, le caldarium, le tepidarium et le frigidarium ont été identifiés. La pars rustica (où se trouvaient les ouvriers, les animaux et les outils agricoles), ainsi que la pars fructuaria (comprenant le grenier, la cave et les écuries), présentent également des détails reconnaissables. 
La villa est orientée vers le sud, avec des vestiges du site divisés en plusieurs espaces rectangulaires de dimensions variables. En plus de la pars urbana, il y avait une pars rustica et une pars fructuaria, qui comprenaient de nombreuses structures, zones de service, entrepôts, pressoirs, granges et zones de transformation de produits agricoles et fruitiers.

### Les thermes

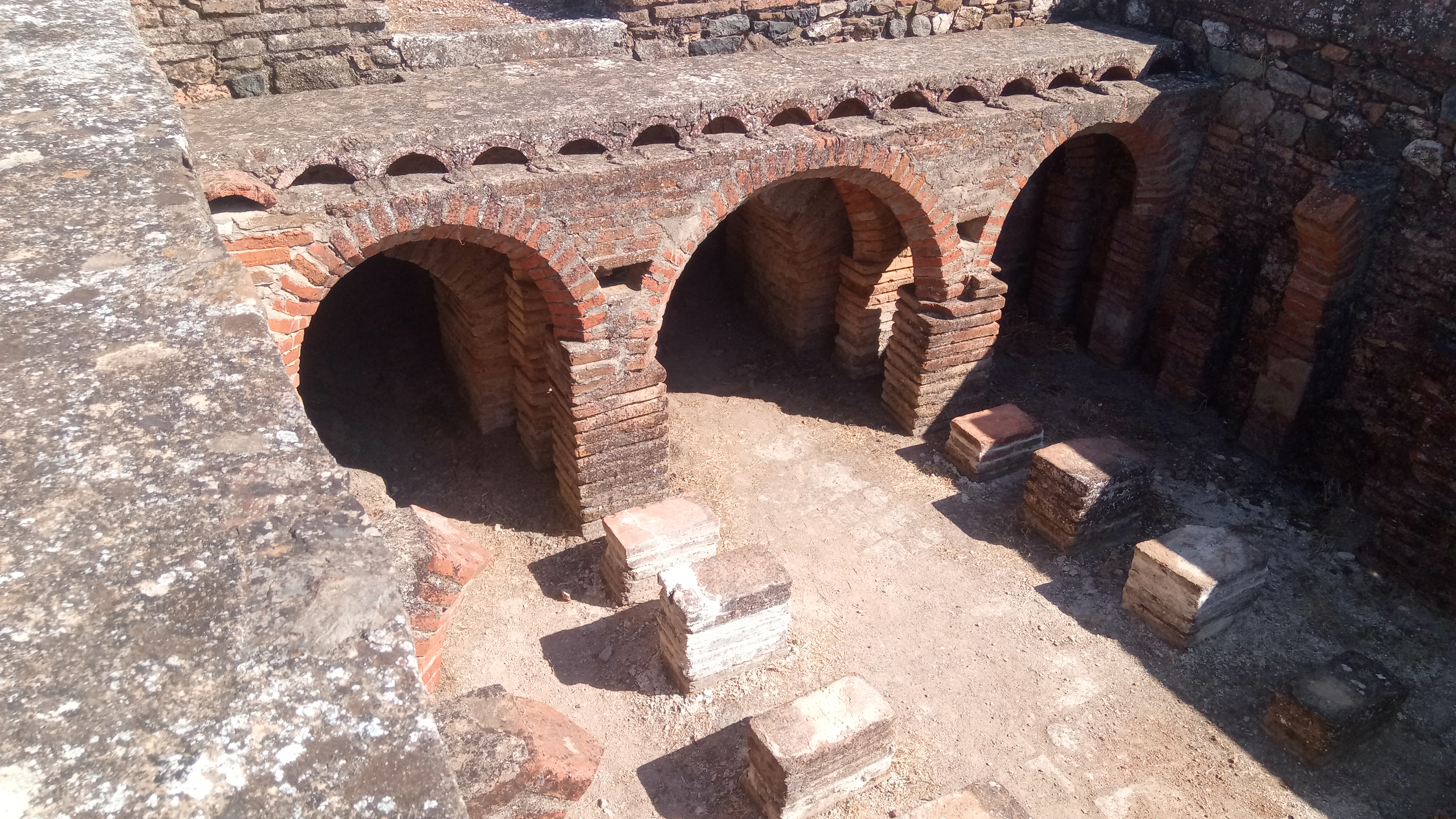
Les thermes.

En réalité, les thermes constituent l'un des exemples les plus pertinents de la complexité des bains romains privés sur le territoire portugais, et ont été construits en deux phases après la construction des maisons résidentielles. Ils comprenaient l'apodyterium (où les gens faisaient de l'exercice), le laconicum (ou sauna), le strigilus (où les résidents se frottaient la saleté et les huiles de leur corps), le caldarium (où ils se baignaient dans une piscine chaude) et enfin, le tepidarium ou frigidarium (où ils se reposaient). 

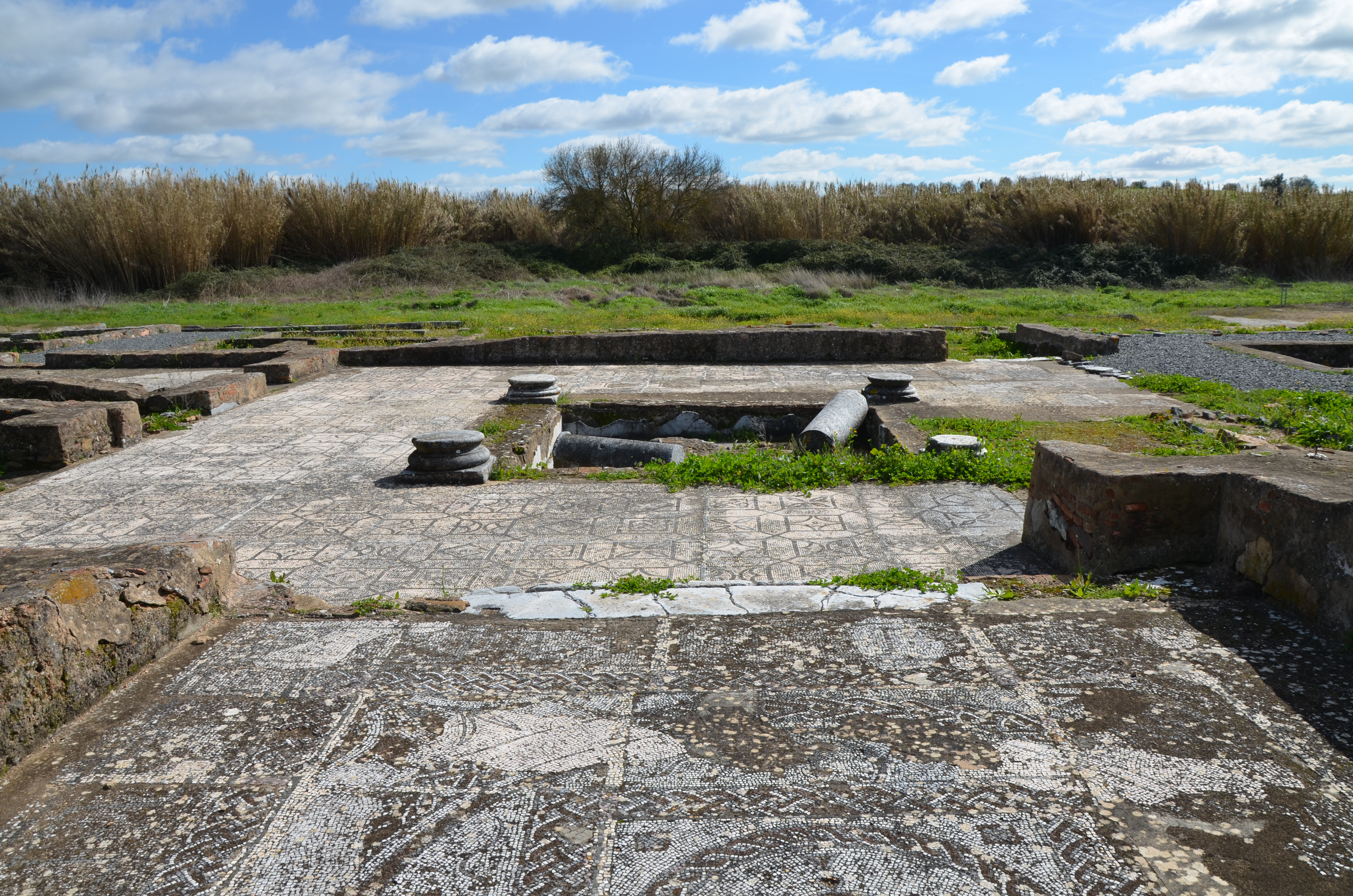
Ruines du péristyle et des mosaïques.

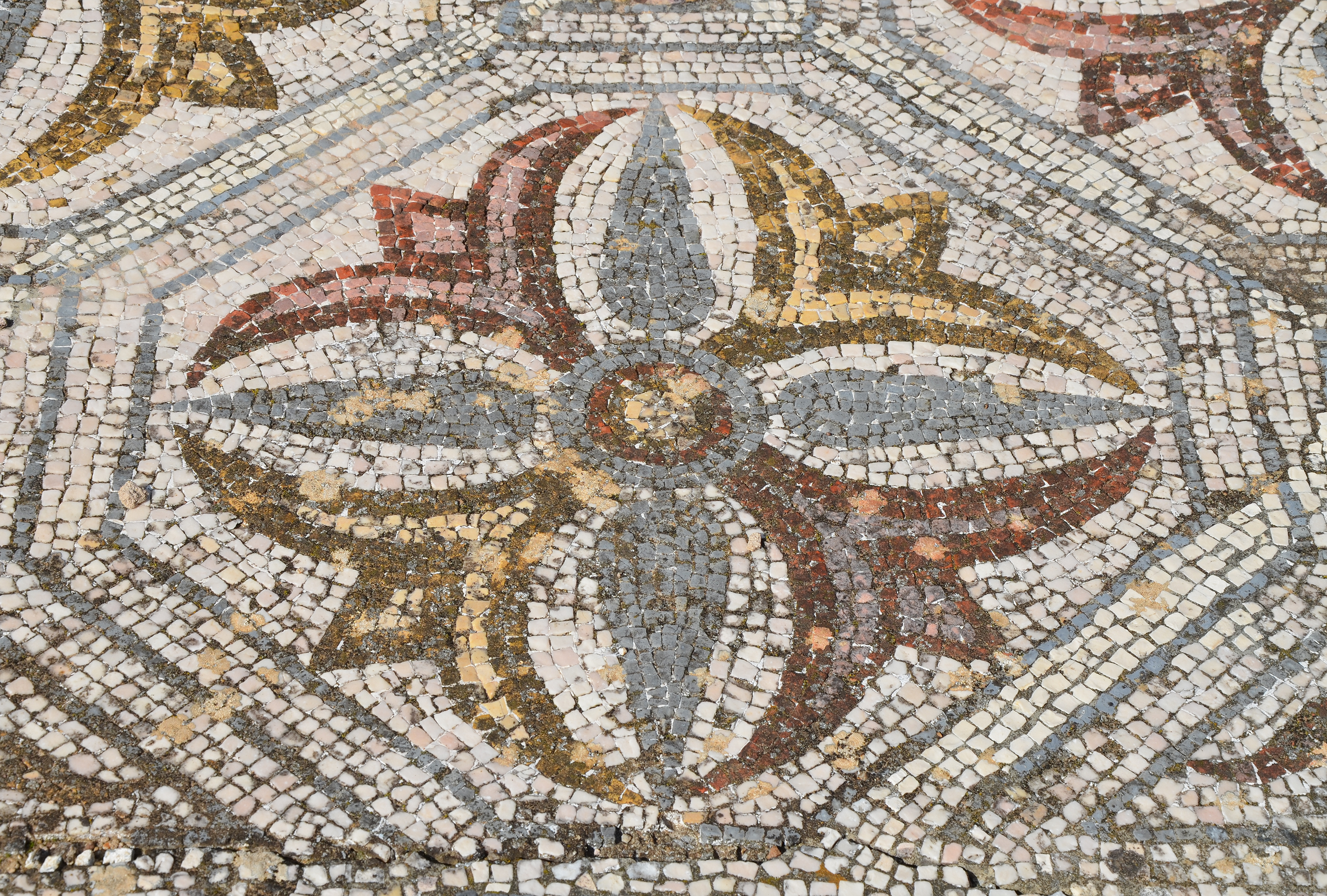
Mosaïques.

Ces espaces entourent un atrium central (ou péristyle) marqué par des colonnes encadrant un bassin central (impluvium), avec un accès au nord par un escalier. Le long du flanc sud se trouve un grand patio. À l'ouest du péristyle se trouve une salle de plus grandes dimensions décorée d'un mur semi-circulaire avec un petit bassin au centre. À l'ouest du groupe résidentiel se trouvent les salles de bains comprenant un praefurnium et trois salles, avec un espace rectangulaire central. Les extrémités sont terminées par un caldarium semi-circulaire surmonté d'arches supportant des colonnes, entourant le bassin rectangulaire avec un accès incliné de cinq degrés. Au nord, dix colonnes sont espacées de 2,3 m. Au sud de la villa, parallèlement à la rivière, se trouve un grand bassin de 40 × 8,30 m avec un accès par six marches. De nombreux pavements des salles sont recouverts de mosaïques noires et blanches, les plus anciennes étant polychromes avec des motifs géométriques ou animaliers. Dans quelques chambres, on trouve des dalles de marbre pour le sol et une partie des murs, avec des vestiges de stuc sur ces derniers.

### Le barrage
La villa se distingue par son raccordement à un système développé de collecte et de stockage des eaux. Le barrage romain, situé juste au nord de la villa, comprend un barrage-poids non armé de 58 × 4,3 m, renforcé par un mur de 3 m d'épaisseur. La maçonnerie et les briques à coins sont spécialement conçues pour soutenir la structure, les interstices étant scellés avec de petites pierres. Le barrage ferme un bassin hydrologique qui s'étend jusqu'à Beja, couvrant une superficie de 18,6 km2. On suppose que le réservoir créé par ce barrage occupait une longueur de 340 m et une superficie de 31 300 m2 mètres carrés, avec un volume de 38 000 m3. Le barrage contribuait à l'approvisionnement en eau pour l'agriculture et les loisirs (notamment la piscine et les thermes) de la villa.

## Galerie

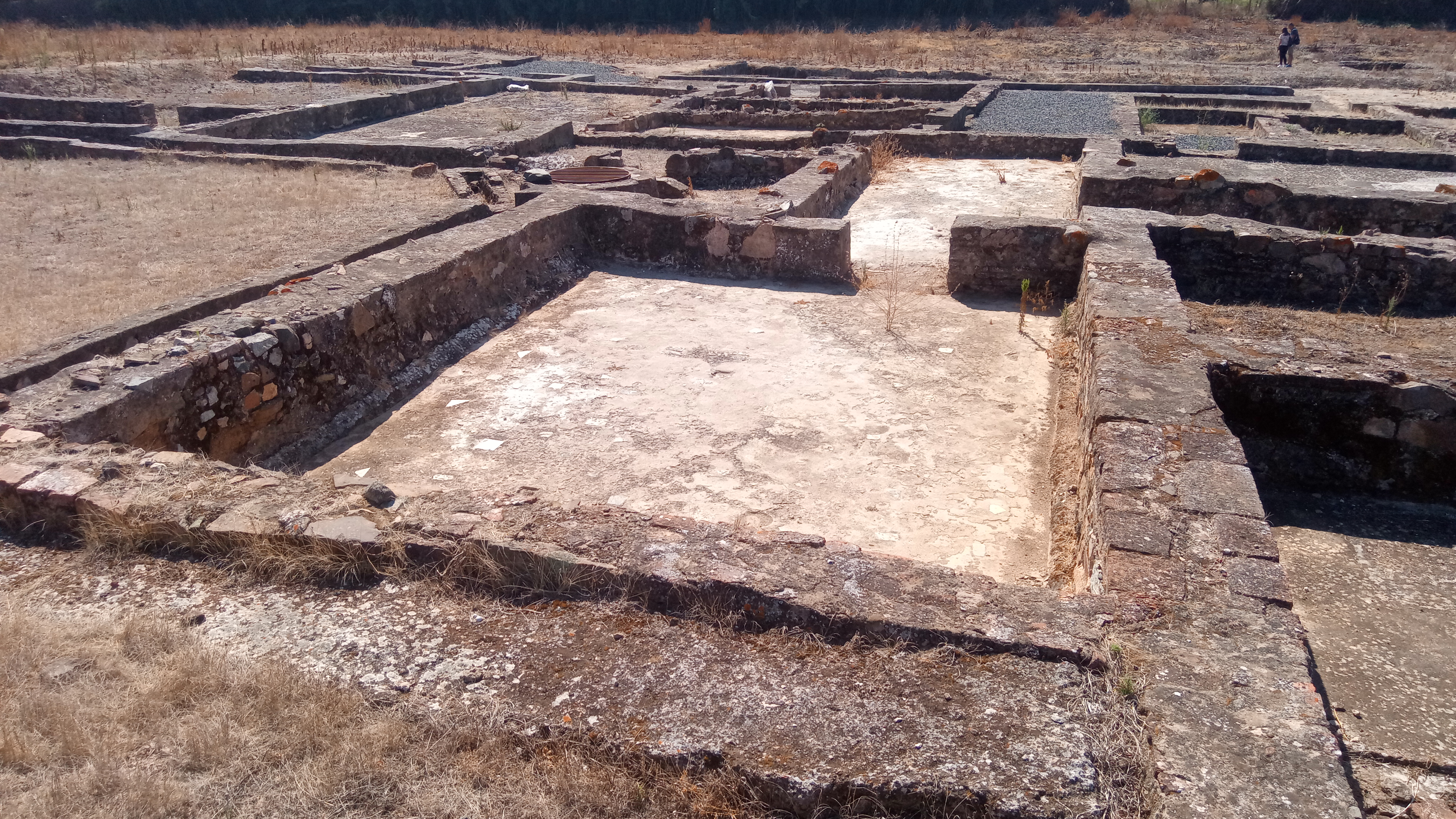
Fondations des bâtiments.
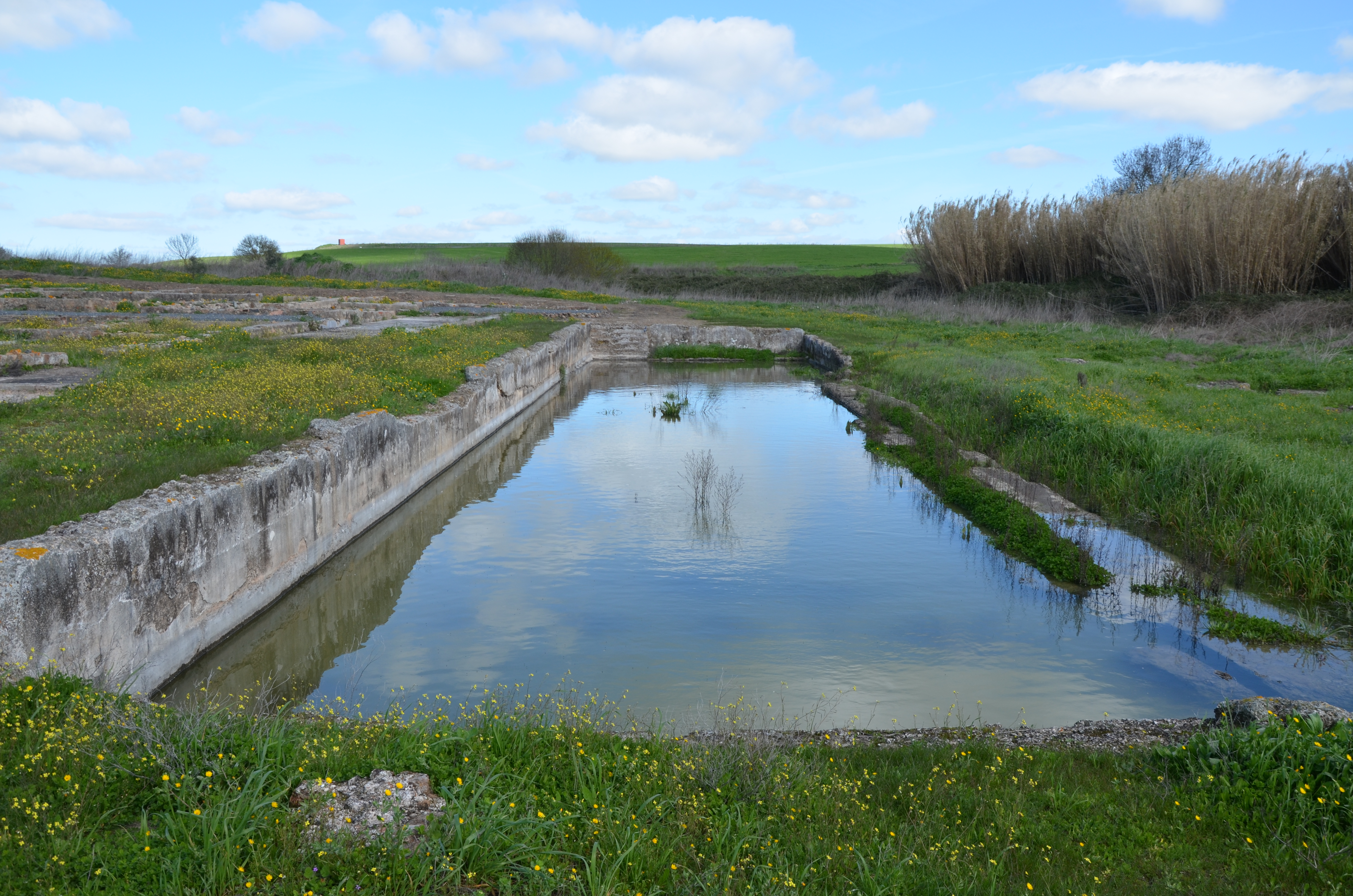
Bassin.